# البقعة (عمران)
البقعة هي إحدى قرى الجمهورية اليمنية. وهي تتبع جغرافيًا لمحافظة عمران. وإداريًا لمديرية حرف سفيان. يبلغ تعداد سكانها 1276 نسمة حسب الإحصاء الذي جرى عام 2004.